# 4126 Mashu
A 4126 Mashu (ideiglenes jelöléssel 1988 BU) egy kisbolygó a Naprendszerben. Kin Endate,  Vatanabe Kazuró fedezte fel 1988. január 19-én.